# Let's Spend the Night Together (documental)
Let's Spend the Night Together es una película documental de 1983 dirigida por Hal Ashby, basada en la gira norteamericana de 1981 de la popular banda de rock The Rolling Stones. Fue exhibida en cines el 18 de febrero de 1983 a modo de función doble junto a la película The Pirates of Penzance.

## Lista de canciones
1. "Under My Thumb" – (Tempe, Arizona, 13 de diciembre de 1981)
2. "Let's Spend the Night Together" – (Tempe, 13 de diciembre de 1981)
3. "Shattered" – (Tempe, 13 de diciembre de 1981)
4. "Neighbours" – (Tempe, 13 de diciembre de 1981)
5. "Black Limousine" – (Tempe, 13 de diciembre de 1981)
6. "Just My Imagination (Running Away with Me)" – (Tempe, 13 de diciembre de 1981)
7. "Twenty Flight Rock" – (Tempe, 13 de diciembre de 1981)
8. "Let Me Go" – (Tempe, 13 de diciembre de 1981)
9. "Time Is on My Side" – (Tempe, 13 de diciembre de 1981)
10. "Beast of Burden" – (Tempe, 13 de diciembre de 1981)
11. "Waiting on a Friend" – (Tempe, 13 de diciembre de 1981)
12. "Going to a Go-Go" – (East Rutherford, 6 de noviembre de 1981)
13. "You Can't Always Get What You Want" – (East Rutherford, 6 de noviembre de 1981)
14. "Little T&A" – (East Rutherford, 5 de noviembre de 1981)
15. "Tumbling Dice" – (East Rutherford, 5 de noviembre de 1981)
16. "She's So Cold" – (East Rutherford, 5 de noviembre de 1981)
17. "All Down the Line" – (East Rutherford, 5 de noviembre de 1981)
18. "Hang Fire" – (East Rutherford, 5 de noviembre de 1981)
19. "Miss You" – (East Rutherford, 6 de noviembre de 1981)
20. "Let It Bleed" – (East Rutherford, 5 de noviembre de 1981)
21. "Start Me Up" – (East Rutherford, 5 de noviembre de 1981)
22. "Honky Tonk Women" – (Tempe, 13 de diciembre de 1981)
23. "Brown Sugar" – (East Rutherford, 5 de noviembre de 1981)
24. "Jumpin' Jack Flash" – (Tempe, 13 de diciembre de 1981)
25. "Satisfaction" – (East Rutherford, 6 de noviembre de 1981)